# Michael Wehl
Michael Wehl (* 27. Juli 1990 in München) ist ein deutscher Volleyballspieler.

## Karriere
Wehl spielt seit 2011 beim TSV Herrsching. In der Saison 2013/14 trat er in der Zweiten Bundesliga Süd an und schaffte den Aufstieg in die erste Liga. In der Saison 2014/15 schied er mit dem Verein im Achtelfinale des DVV-Pokals und in den Pre-Playoffs der Bundesliga aus. Ein Jahr später kam er mit Herrsching ins Pokal-Viertelfinale und ins Playoff-Viertelfinale. 2016 wollte er sich nach einem Auslandssemester auf den Beruf konzentrieren. Er stand aber auch in der Saison 2016/17 im Kader, in der Herrsching ins Pokal-Halbfinale und als Tabellensechsten ins Playoff-Viertelfinale gelangte. Auch in der Saison 2017/18 war Wehl im erweiterten Kader des Bundesliga-Teams. Danach wechselte er zum Zweitligisten TSV Grafing.